# Agrilus giesberti
Agrilus giesberti es una especie de insecto del género Agrilus, familia Buprestidae, orden Coleoptera.
Fue descrita científicamente por Hespenheide in Hespenheide & Bellamy, 2009.